# Takeo Yoshikawa
Takeo Yoshikawa (jap. 吉川 猛夫 Yoshikawa Takeo; ur. 1914 – zm. 1993) – japoński funkcjonariusz wywiadu Cesarskiej Marynarki Wojennej. Prowadził działalność szpiegowską na Hawajach przed japońskim atakiem na Pearl Harbor. 

## Początki służby w wywiadzie
Takeo Yoshikawa ukończył w 1933 roku Akademię Marynarki Wojennej w Etajima. Służył krótko na morzu, następnie ukończył kurs pilotażu, ale w 1934 z powodu choroby żołądka musiał wycofać się z czynnej służby. Został zwolniony z Cesarskiej Marynarki Wojennej w 1936 roku.
Rok później wstąpił do wywiadu Marynarki Wojennej z przydziałem do dowództwa marynarki w Tokio. Podczas służby wywiadowczej w przechwycił nadany w Australii otwartym tekstem komunikat o opuszczeniu portu Freetown przez konwój 17 transportowców wiozących jednostki australijskie do Wielkiej Brytanii. Przekazał tę informację ambasadzie niemieckiej, za co otrzymał list z osobistymi podziękowaniami od Adolfa Hitlera.

## Działalność szpiegowska na Hawajach
W kwietniu 1941 roku został wysłany na Hawaje pod przykrywką wicekonsula Tadashiego Morimury. Dostarczył do Tokio dane wywiadowcze o amerykańskiej flocie Pacyfiku stacjonującej w Pearl Harbor. Od 27 marca do 7 grudnia 1941 roku japoński konsul na Oʻahu nadawał jego raporty do Ministerstwa Spraw Zagranicznych (Gaimu-shō) w Tokio, skąd przekazywano je do Sztabu Generalnego Cesarskiej Marynarki Wojennej (Kaigun-gunreibu).
Wprawdzie informacje Yoshikawy o miejscach cumowania okrętów amerykańskich w Pearl Harbor oraz o sytuacji w bazie były bardzo dokładne, ale nie wiedział on o planowanym ataku lotniczym. Nie korzystał też z pomocy nikogo z około 160 tys. mieszkańców Hawajów pochodzenia japońskiego.
Po ataku na Pearl Harbor Yoshikawa został internowany. Ponieważ spalił książkę kodu, którym się posługiwał, oraz inne materiały zdradzające szpiegowski charakter jego pracy, nie wiedziano, że był głównym agentem japońskiego wywiadu na Hawajach. Repatriowano go więc do Japonii wraz z innymi dyplomatami w sierpniu 1942 roku. Do końca wojny służył w wywiadzie Marynarki Wojennej.